# KRE-075
Le KRE-075 est un moteur-fusée à ergols liquides sud-coréen d'une poussée de 657 kiloNewtons qui propulse les deux premiers étages du lanceur spatial  Nuri (KSLV-II). Son développement a démarré en 2012 et il a effectué son premier vol en 2017.

## Caractéristiques techniques
Le KRE-075  est  un moteur-fusée à ergols liquides non réutilisable brulant un mélange de kérosène et d'oxygène liquide. Il est alimenté par une turbopompe actionnée par un générateur de gaz. Son impulsion spécifique est de 267 secondes au niveau de la mer et il fournit une poussée de  655 kiloNewtons. Dans le vide son impulsion spécifique passe à 298 secondes et il développe une poussée de 789 kiloNewtons. La pression dans la chambre de combustion est de 60 bars. Le  moteur est orientable à l'aide d'un système hydraulique qui agit sur les mouvements de tangage et de lacet. Le roulis est contrôlé en combinant l'inclinaison des quatre moteurs sur le premier étage et en ayant recours à un système de propulsion à gaz froid pour le deuxième étage mono-étage. Le moteur est démarré à l'aide d'un système pyrotechnique utilisant du triéthylaluminium.
Quatre exemplaires du moteur propulsent le premier étage de la fusée Nuri et un unique exemplaire optimisé pour le fonctionnement dans le vide (tuyère allongée) propulse le deuxième étage de ce lanceur.

## Historique
Le développement d'un lanceur entièrement indigène, successeur du KLV-I développé avec des composants russes, démarre en 2012.  Le développement des deux moteurs-fusées propulsant la fusée dont le KRE-075 est pris en charge par Hanwha Aerospace, une filiale spécialisée dans les activités de défense du conglomérat sud-coréen Hanwha,.
Début 2016, le moteur-fusée KRE-075 propulsant le premier et le deuxième étage est testé avec succès sur un banc d'essais pendant une durée équivalente à celle de son fonctionnement durant un vol réel. Le test en vol du moteur-fusée  est programmé fin 2016 mais des problèmes de combustion du KRE-075 et de soudage d'un des réservoirs du lanceur repousse le vol de 10 mois. 
Les deux derniers étages du lanceur Nuri/KSLV II sont testés au cours d'un vol suborbital. Le vol a lieu le 28 novembre 2018. Le premier étage fonctionne pendant 151 secondes afin de simuler le fonctionnement du lanceur complet (140 secondes). Le vol valide la conception des  moteurs  KRE-075 et KRE-007 et plus globalement les choix technologiques retenus pour le lanceur.
Le 28 janvier 2021, le Kari réalise avec succès un premier essai à feu du premier étage complet au centre spatial de Naro. Les quatre moteurs KRE-075 fonctionnent pendant 30 secondes. Des essais de 100 puis 127 secondes suivent en mars de la même année.
Le lanceur complet effectue un premier vol  le 21 octobre 2021 qui, bien qu'il soit un échec (interruption fonctionnement du troisième étage), permet de constater le bon fonctionnement des étages propulsés par le KRE-075. Un deuxième vol de qualification, qui se déroule de manière nominale, a lieu le 21 juin 2022.